# Парадіс
Парадіс (староперс. paridaida- від авест. pairidaēza- — огороджений сад) — заміська резиденція перських царів. Відомий, зокрема, «парадіс», що існував поруч із Сідоном і був сплюндрований фінікійцями, що повстали проти Артаксеркса III.
Згодом «парадісами» почали називати сади особливого типу, а сам термін був запозичений іншими мовами (через дав.-гр. παράδεισος, лат. paradīsus) як означення «Едемського саду» або ж Раю загалом.